# Van egy határ
A Van egy határ Tóth Barnabás valós események alapján 2017-ben forgatott 18 perces kisjátékfilmje.

## Cselekmény
1949-ben, valahol Közép-Európában. egy Nyugatra disszidálni szándékozó apa és kisfia menekül az erdőn át – az utat egy csempész mutatja nekik a határig. Átkelve az aknazáron és a szögesdrótkerítésen, a határ túloldalán ideiglenes amerikai katonai bázis várja őket, ahol kikérdezés, eligazítás és egy új élet vár rájuk…

## Szereplők
- Hajdu Szabolcs – Pál István
- Tóth Mátyás [3] – Janó
- Páll Zsolt – kísérő
- Kovács Tamás – Stevenson
- Baronits Gábor – Morris hadnagy
- Polyák Ildikó – hivatalnoknő
- Bencze Sándor „Qpa” – jegyző
- Göttinger Pál – tolmács

## Technikai adatok
- Hossza: 18 perc
- Kép: színes, HD digitális
- Képformátum: 2,39:1

## Stáblista
A film végefőcím stáblistáján az alábbi személyek szerepelnek:
- írta és rendezte: Tóth Barnabás
- operatőr: Marosi Gábor H.S.C.
- vágó: Tóth Barnabás
- hang: Zándoki Bálint
- látványtervező: Nyitrai Anna
- jelmeztervező: Sinkovics Judit
- zene: Pirisi László
- szereposztó rendező: Ascher Irma
- producer: Mécs Mónika, Mesterházy Ernő, Muhi András
- társproducer: Rajna Gábor, Sipos Gábor, Stalter Judit
- a rendező munkatársa: Lisztes Linda
- első asszisztens: Hárskúti András
- gyártásvezető: Alföldi Nóra
- felvételvezető: Hegyi Nóra
- másodasszisztens: Szentpéteri Áron
- helyszínkereső: Hortobágyi Levente
- katonai szakértő: Ritter László
- produkciós asszisztens: Rózsa Éva, Ferenczi Tímea
- segédoperatőr: Kovács "Cica" Attila
- kameratechnikus: Hernádi Ambrus, Mecseki Csaba
- fővilágosító: Simon József
- világosító: Gaál Károly
- világosítók:  Szekrényi Dániel, Sándor Máté, Szepesi Zoli, Molnár Miklós
- fártmester: Szalontai Ferenc
- bühne: Horváth Péter
- helyszíni hang: Zándoki Bálint
- mikrofonos: Balogh Péter
- smink: Kund Barbara
- maszk: Horváth Rita
- fodrász: Károlyi Márk
- öltöztető: Ökrös Dóra
- berendező: Pálmai Bálint
- kisegítő kellékes: Hercegh Rudolf
- kertész: Balázs Szilárd
- játszóautó: Pereg György
- SFX: Pintér László, Princz Barnabás, Mechanik Kft., Csápenszky István
- transzport: Veres Attila, Kereskai Gergely
- sofőrök: dr. Takács Imre, Hercegh Rudolf, Veres Attila
- bühnesofőr: Kozma István
- büfés busz: Bajczár György
- aggregátorkezelő: Czuczor István
- cherry picker: Imre Kálmán
- műteremmester Kovács Róbert
- tűzoltó: Juhász Imre
- büfés: Magyar Barbara
- biztosítás: Schusterre Adrienne (Allianz)
- produkciós könyvelő: Szám és Könyvvizsgáló Céh, Adamát Judit
- fordítás: Fekete Antoinette
- fénymegadó: Gaál Lacó
- hangutómunka: Színház- és Filmművészeti Egyetem, Mafilm Audio

## A film
A Van egy határ volt Tóth Barnabás első, múltban játszódó kosztümös filmje. Forgatókönyvét egy megtörtént eset inspirálta. Elkészítését a Nemzeti Média- és Hírközlési Hatóság Médiatanácsa 7 millió forinttal támogatta a „Huszárik Zoltán 2016” pályázat keretében.
Kis költségvetése ellenére a stáb gondot fordított a látványra. A budapesti és fóti felvételek mellett a film nagy részét a Börzsönyben, Királyházán forgatták, az Ipoly Erdő Zrt. vadászházában.
A film premierje 2017. április 1-jén, az 5. Friss Hús Budapesti Nemzetközi Rövidfilmfesztiválon volt. Nemzetközi téren 2017. november 9-én mutatkozott be a 32. Bresti Európai Rövidfilmfesztivál versenyprogramjában.